# Сухая Балка (Харьковская область)
Сухая Балка (укр. Суха Балка), село, 
Мельниковский сельский совет,
Валковский район,
Харьковская область.
Код КОАТУУ — 6321284019. Население по переписи 2001 г. составляет 69 (31/38 м/ж) человек.

## Географическое положение
Село Сухая Балка находится в балке Сухая, по которой протекает пересыхающий ручей, который через 3 км впадает в реку Орчик.

## История
- 1917 - дата основания.

## Экономика
- В селе есть молочно-товарная ферма.